# 黒澤満 (法学者)
黒澤 満（くろさわ みつる、1945年1月17日 - ）は、日本の法学者。専門は、国際法、軍縮法、国際安全保障。大阪大学名誉教授。日本軍縮学会初代会長。2023年、瑞宝中綬章受章。
軍縮国際法の開拓者として知られる。

## 経歴
- 1969年：大阪大学法学部卒業[4]
- 1976年：大阪大学大学院法学研究科博士課程単位取得退学、新潟大学人文学部法学科講師[5]
- 1978年：新潟大学法文学部法学科助教授[5]
- 1980年：ヴァージニア大学客員研究員（～1982年）[5]
- 1984年：新潟大学法学部教授[5]
- 1987年：安達峰一郎記念賞受賞[6]
- 1991年：大阪大学法学部教授（1994年より同大学院国際公共政策研究科教授）[7]
- 1993年：同大学から博士（法学）学位取得[5]
- 1995年：核不拡散条約再検討会議日本政府代表団顧問（以後、2000年、2005年、2007年）[6]
- 1997年：長崎市平和推進専門委員会委員（～現在）[5]
- 1998年：同大学大学院国際公共政策研究科長（～2000年）、同大学評議員（～2000年）[7]
- 1999年：核物質管理センター理事（～現在）[6]
- 2003年：モントレー国際大学客員研究員（～2004年）[7]
- 2008年：大阪大学定年退職、大阪女学院大学教授[8]
- 2009年：日本軍縮学会初代会長（～2013年）[9]
- 2010年：核不拡散・核軍縮に関する有識者懇談会座長[10]
- 2018年：日本国際問題研究所客員研究員[11]

## 著書

### 単著
- 『現代軍縮国際法』（西村書店、1986年）
- 『軍縮国際法の新しい視座――核兵器不拡散体制の研究』（有信堂高文社、1986年）
- 『核軍縮と国際法』（有信堂高文社、1992年）
- 『核軍縮と国際平和』（有斐閣、1999年）
- 『軍縮をどう進めるか』（大阪大学出版会、2001年）
- 『軍縮国際法』（信山社、2003年）
- 『核軍縮と世界平和』（信山社、2011年）
- 『核軍縮入門』（信山社、2011年）

### 共著
- （馬場伸也・平野健一郎・鈴木實・初瀬龍平）『国際関係キーワード』（有斐閣、1997年）

### 編著
- 『新しい国際秩序を求めて――平和・人権・経済:川島慶雄先生還暦記念』（信山社、1994年）
- （ジョン・カートン）『太平洋国家のトライアングル――現代の日米加関係』（彩流社、1995年）
- The North Pacific Triangle: the United States, Japan, and Canada at Century's End, co-edited with Michael Fry and John Kirton (University of Toronto Press, 1998)
- Nuclear Disarmament in the Twenty Century, co-edited with Wade L. Huntley and Kazumi Mizumoto (Hiroshima Peace Institute, 2004)
- 『軍縮問題入門』（東信堂、1996年／第2版、1999年／新版、2005年／第4版、2012年）
- 『大量破壊兵器の軍縮論』（信山社、2004年）
- 『国際関係入門－共生の観点から』（東信堂、2011年）

### 訳書
- ジョセフ・ロートブラット編『科学者の役割――軍拡か軍縮か』（西村書店、1986年）
- ジェイムズ・トンプソン編『核戦争の心理学』（西村書店、1988年）